# Rosbæksvej
Rosbæksvej er en vej beliggende på Østerbro. Vejen er ca. 400 meter lang og løber mellem Ryvangs Allé og Strandvejen.

## Gadens historie
Vejnavnet fra 1904 skyldes Rosbækken, der ikke længere kan ses, men som i ældre tider dannede grænsen mellem Gentofte og Københavns kommune. Rosbækken var vanskelig at passere, man skulle ”ware to” (passe på), hvilket har nok givet navn til den nærliggende Gammel Vartov Vej.
I 1950’erne boede det pænere borgerskab på vejen, bl.a. finder man teatermaler Svend Johansen (1890-1970) på anden sal i nr. 19. Direktør Svend Thiele boede i nr. 8. Enkefru J. Hasselbalch, efter forlagsdirektøren Steen Hasselbalch (1881-1952) boede i nr. 14.

## Nævneværdige bygninger i gaden
Nr. 22 fra 1919 er en fin fortolkning af Bedre Byggeskik, bemærk at nedløbsrørene har en hel lille firkantet tragt under tagrenden. Tegnet af Einar Ambt (1877-1928).
Nr. 15 ligger Tyrkiets ambassade.
Nr. 17 rummer Letlands ambassade, der har en handicapvenlig indgang. Villaen er fra 1913 og tegnet af Thor Beenfeldt.
Nr. 10A er fra 1961 og med sit flade tag og stramme komposition giver huset mindelser om fjernøsten.
Nr. 6 er fra 1926 og har følgende design: Irgrønt kobbertag i buede former og grønmalet puds bag en have.
I 1911 boede grosserer Aage Heyman (1869-1960) i nr. 3, tegnet i 1907 af Carl Brummer personligt til ham.